# Seducție

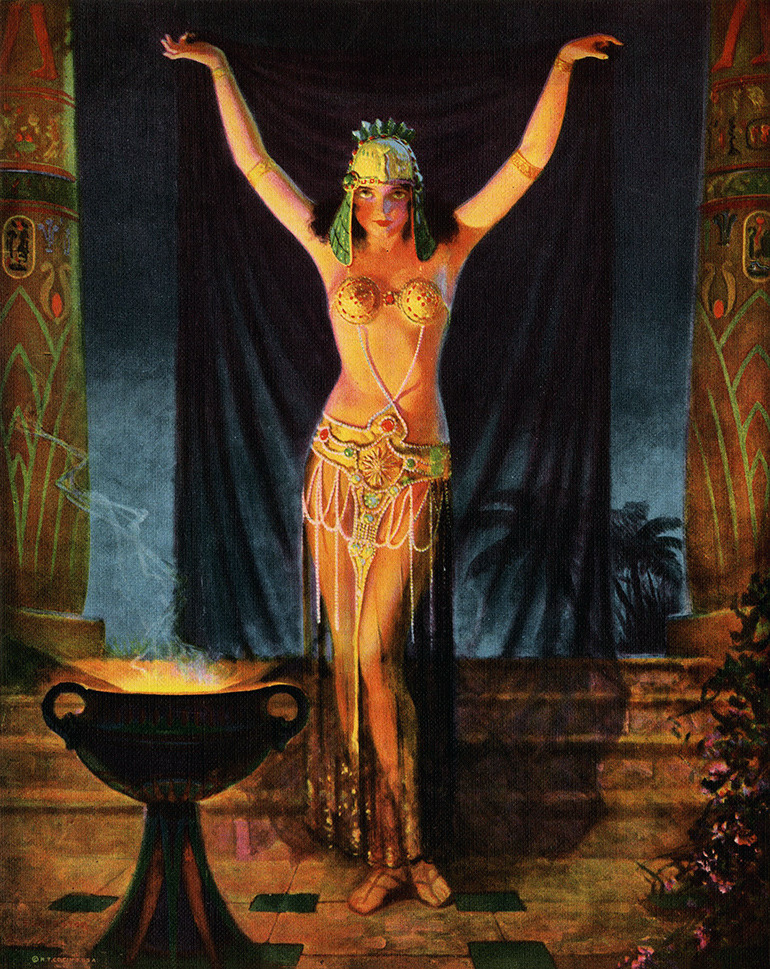
Ilustrațiile de tip pin-up au fost asociate cu seducția.
(Edward Mason Eggleston, 1930)</br>

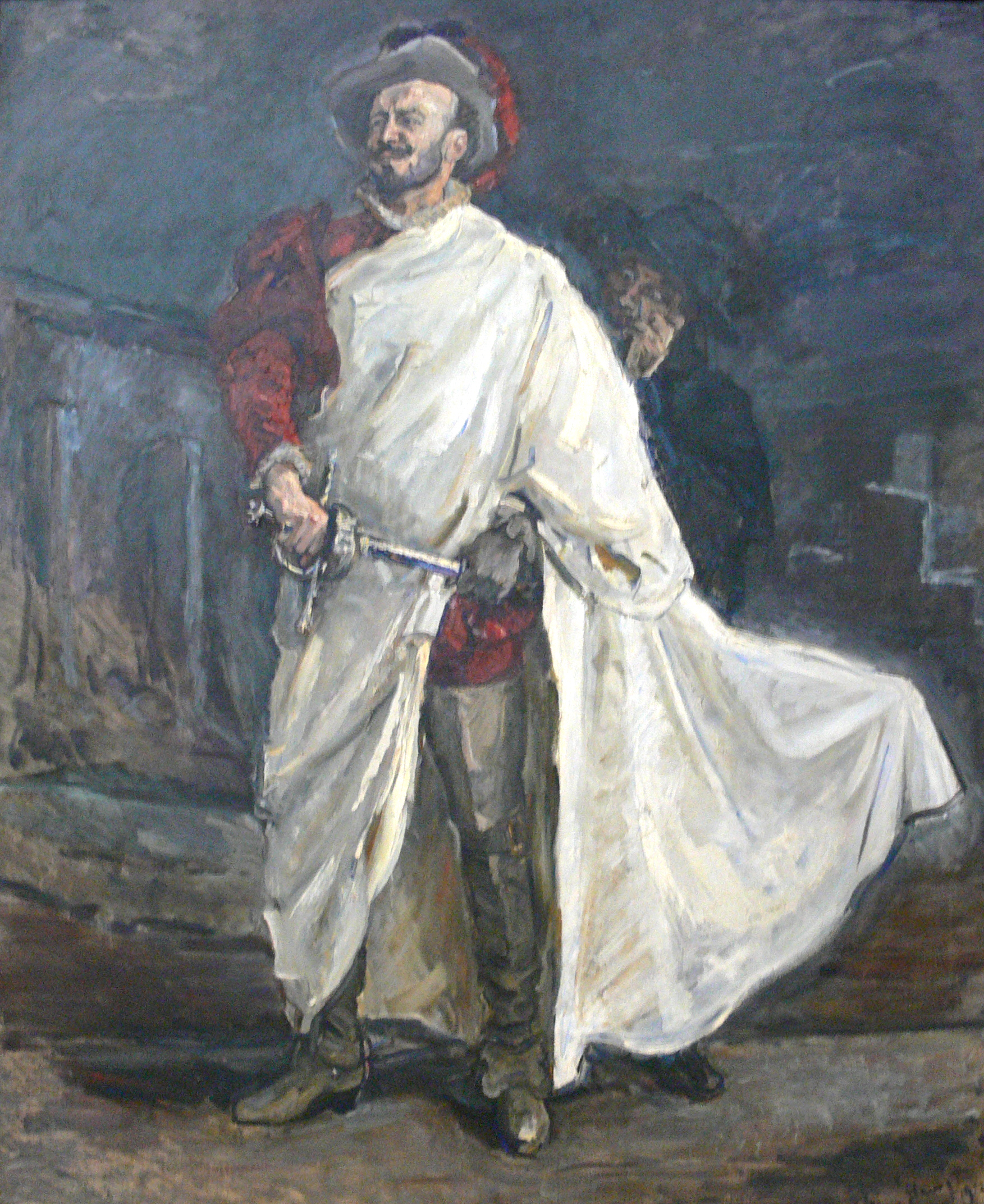
Don Juan în opera lui Mozart opera Don Giovanni, pictură de Max Slevogt

Seducția este procesul de ispitire sau de corupere a unei persoane în mod deliberat, pentru a induce cealaltă persoană să se angajeze într-un comportament sexual; procesul sau ritualul prin care două persoane de sex opus sau de același sex își manifestă atracția unul față de celălalt, printr-un ansamblu de manifestări caracteristice și individuale, preponderent la nivel cognitiv. La nivel fizic, se manifestă prin priviri aparte, atingeri discrete, mângâieri, sărut și sex.
Cuvântul seducție provine din limba latină și înseamnă "să înșele". Ca urmare, termenul are o conotație pozitivă sau negativă. Seducători celebri din istorie sau legende se numără Lilith, Giacomo Casanova și caracterul Don Juan. Seducția, ca fenomen, nu face obiect de interes științific, deși, termeni mai specifici similari, cum ar fi procesul de împerechere pe termen scurt, de sex sau de împerechere ca strategie ocazională sunt utilizate în psihologia evoluționistă.  Internetul a permis existența unei Comunități de seducție care se bazează pe discursuri pseudoștiințifice. 
Seducția, văzută negativ, implică ispită și ademenire, de multe ori de natură sexuală, pentru a conduce pe cineva în eroare într-o alegere a unui comportament pe care nu l-ar fi avut dacă nu ar fi fost într-o stare de excitare sexuală. 
Văzută pozitiv, seducția este un sinonim pentru actul prin care cineva fermecător - de sex masculin sau feminin - Printr-un apel la simțuri, de multe ori cu scopul de a reduce temerile nefondate duce la "emanciparea sexuală" a lor. Unele părți din dezbaterea contemporană academică menționează că moralitatea de seducție depinde de impactul pe termen lung asupra persoanelor în cauză, mai degrabă decât actul în sine, și nu pot desfășura în mod necesar conotațiile negative, exprimate în definiții de dicționar. 

## Istorie
Seducția este un motiv popular în istorie și ficțiune, atât ca un avertisment cu privire la consecințele sociale de a te angaja într-un astfel de comportament sau să devii victima acestuia, cât și ca o admirație pentru această abilitate puternică. În Biblie, Eva oferă fructul interzis lui Adam. Eva nu este descrisă în mod explicit ca o seducătoare , dar unele comentarii extra-biblice și artă promovaeză acest punct de vedere. Eva însăși a fost verbal sedusă de șarpe și a crezut despre creștinism că ar fi Satana; Sirenele din mitologia greacă atrăgeau marinarii la moartea lor cântându-le până la naufragiu; Cleopatra i-a amăgit atât pe Iulius Cezar cât și pe Marc Antoniu; Dionysos era zeul grec al seducției și vinului iar regina persană Șeherezada s-a salvat de la execuție prin povestire. Seducătorii de sex masculin celebri cu numele sinonim cu alura sexuala variază de la Genji la James Bond. 
În vremurile biblice, pentru că femeile necăsătorite care și-au pierdut virginitatea lor, și-au pierdut, de asemenea, mult din valoarea lor de prospecți pentru căsătorie, Cartea Exodului precizează că seducătorul trebuie să se căsătorească cu victima sau să-l plătească pe tatăl ei ca să-i compenseze pierderea din prețul de căsătorie: "Și dacă un om atrage o servitoare care nu este logodită și se culcă cu ea, o va dota cu siguranță să fie soția lui. Dacă tatăl ei refuză absolut să i-o dea, ii va plăti bani în funcție de zestrea virginelor"

## Evoluția seducției
Ca orice proces din natură, modul de seducere are o istorie a evoluției și a cuceririlor amoroase.
Se pare că încă din trecut exista o strânsă legătură între a seduce și procesul de a agăța o femeie de către un bărbat.
Una dintre legături este etimologia cuvântului "a iubi" din limba latină  (amare) și "a agăța, a prinde în cârlig" (hamare), cuvinte care difera printr-un singur sunet – paronime. 
În cele mai vehchi timpuri, bărbatul seducea femeia cu un comportament rudimentar. Încă din preistorie, activitățile bărbaților obișnuite erau să vâneze animale pentru hrană pentru a își aproviziona familia și să se lupte cu celelalte animalele sălbatice pentru a apăra familia și tribul din care făceau parte. Deci, își foloseau forța fizică și abilitățile de luptător pe care le aveau bine dezvoltate. Astfel, seducerea femeilor se manifesta într-o formă rudimentară.
Pe parcursul modernizării societății și pe măsură ce omul de rând nu mai are ca activitate principală vânatul, tehnicile se seducție încep să se schimbe. Valorile societății ca entitate se schimbă și se propagă asupra individualității. Apar influențe noi în creștinism precum curtoazia în Evul Mediu, care încă este folosită și astâzi și considerată un act clasic de seducție.

## Simțurile
Procesul de seducție, deși este unic pentru fiecare individ este stimulat de cele cinci simțuri cu care sunt înzestrați oamenii: văz, auz, miros, pipăit, gust. Primele două din această ierarhie sunt considerate  simțuri elevate iar ultimele trei sunt simțuri inferioare. Ca urmare a acestui fapt, etepele seducției sunt, în ordine, următoarele: 
Primul stimul este declanșat de la femeie la bărbat: atracția fizică (văz). În cazul în care bărbatul își manifestă admirația față de femeie, intenția de a o cunoaște sau alte discuții, se trece la etapa de auz. În continuare se ajunge la a face cunoștință, fie la alte activități prin care se ating (non-sexual) cele două trupuri. Astfel, după un timp se resimt și mirosurile specifice individului iar apoi se poate ajunge, eventual la gust și atingeri intime (sexuale).
Deci, atracția fizică se află abia la baza procesului de seducere, fiind un efect al chimiei celor doi indivizi ca urmare a percepției lor prin celelalte etape ale simțurilor.

## Seducția și legea
Legea comună engleză definea crima seducerii ca o crimă comisă "atunci când o persoană de sex masculin a indus o femeie necăsătorită și virgină să se angajeze într-un act sexual pe o promisiune de căsătorie." Un tată avea dreptul de a menține o acțiune pentru seducerea fiicei sale (sau ademenire a unui fiu care a plecat de acasă), deoarece aceasta l-au privat de anumite servicii sau venituri. 
În timpurile mai moderne, Frank Sinatra a fost acuzat în New Jersey în 1938 cu seducția, fiind acuzat că a ispitit o femeie "de o bună reputație de a se angaja în relații sexuale cu el pe promisiunea lui de căsătorie. Acuzațiile au fost retrase atunci când s-a descoperit că femeia fusese deja căsătorită." Internetul a dat naștere la discuții în ultima vreme mai deschise despre seducție și cum să o stăpânească, simptomatic. În acest sens sunt populare anumite cărți publicate, cum ar fi "The Rules" pentru femei și "The Game" pentru bărbați.
In România, seducția a fost definită ca infracțiune până la intrarea în vigoare a noului cod penal, în 2014, ca fiind, conform Art. 199 al Codului penal 1969, "Fapta aceluia care, prin promisiuni de căsătorie, determină o persoană de sex feminin mai mică de 18 ani de a avea cu el raport sexual". In noul cod penal noțiunea de 'seducție' nu mai este definită ca infracțiune, dar există mai multe infracțiuni care se aplică în mod specific abuzului sexual al minorilor (Art. 220 Actul sexual cu un minor, Art. 221 Coruperea sexuală a minorilor, Art. 222 Racolarea minorilor în scopuri sexuale).